# Ист Јунионтаун (Пенсилванија)
Ист Јунионтаун (енгл. East Uniontown) насељено је место без административног статуса у америчкој савезној држави Пенсилванија.

## Демографија
По попису из 2010. године број становника је 2.419, што је 341 (-12,4%) становника мање него 2000. године.
| Група             | 2000.         | 2010.         |
| Белци             | 2.556 (92,6%) | 2.164 (89,5%) |
| Афроамериканци    | 167 (6,1%)    | 164 (6,8%)    |
| Азијати           | 6 (0,2%)      | 11 (0,5%)     |
| Хиспаноамериканци | 13 (0,5%)     | 20 (0,8%)     |
| Укупно            | 2.760         | 2.419         |